# 광수산
광수산(光秀山)은 대한민국 서울특별시 강남구 수서동에 위치한 산이다.  해발 78.8m이고 수원411 삼각점이 있다[37.4873도, 127.0942도]. 산 남쪽에 전주 이씨 광평대군파 묘역이 있다.